# Primar General al municipiului București
Primarul General al Municipiului București cunoscut și ca Primarul General este șeful Primăriei Municipiului București. Acesta are responsabilități legate de buna funcționare a orașului, prin gestionarea societăților care furnizează diverse servicii publice, precum alimentarea cu apă, rețeaua de încălzire centralizată, transportul public și principalele bulevarde. Titlul de Primar General este folosit pentru a-l distinge de ceilalți 6 primari din municipiul București, care conduc, fiecare, câte un sector administartiv al orașului. Aceștia sunt responsabili, la rândul lor, de administrarea străzilor și bulevardelor secundare, parcurilor mai mici, școlilor și serviciilor de salubrizare. Toate deciziile primarului trebuie să fie aprobate de Consiliul General al Municipiului București, care numără 55 de consilieri.
Funcția a fost creată la 7 august 1864, când a fost adoptată o nouă lege a administrației locale în stil francez. Mandatul Primarului General este de 4 ani.
În prezent, Stelian Bujduveanu (Partidul Național Liberal), îndeplinește ad-interim funcția de Primar General al Municipiului București, din data de 26 mai 2025, asta după ce primarul în funcție, Nicușor Dan a câștigat alegerile prezidențiale din 2025, devenind astfel al VII-lea Președinte al României.